# Fiavé
Fiavé és un municipi italià, dins de la província de Trento. L'any 2007 tenia 1.080 habitants. Limita amb els municipis de Bleggio Inferiore, Bleggio Superiore, Concei, Lomaso i Tenno.

## Administració
| Període | Identitat        | Partit        |
| ------- | ---------------- | ------------- |
| 2005-   | Nicoletta Aloisi | Llista cívica |